# Erik Valeur
Pour les articles homonymes, voir Valeur.
Erik Valeur, né le 2 septembre 1955 au Danemark, est un écrivain et un journaliste danois, auteur de roman policier.

## Biographie
Il commence sa carrière de journaliste dans les années 1970 au quotidien Berlingske. En 1994, il est lauréat du Kryger-prisen (da).
En 2011, il publie Det syvende barn avec lequel il remporte le Weekendavisens litteraturpris (da) 2011, le prix Clé de verre 2012, le DR Romanprisen (da) 2012 et le prix Harald-Mogensen 2012.

## Œuvre

### Romans
- Stop pressen (1993)
- Magtens bog (2002)
- 60 skarpe skud (2007)
- Det syvende barn (2011)
- The Seventh Child (2014)
- Logbog fra et livsforlis (2015)

## Prix et distinctions

### Prix
- Kryger-prisen (da) 1994
- Weekendavisens litteraturpris (da) 2011 pour Det syvende barn[1]
- DR Romanprisen (da) 2012 pour Det syvende barn
- Prix Clé de verre 2012 pour Det syvende barn[2],[3]
- Prix Harald-Mogensen 2012 pour Det syvende barn[4]